# Molí de l'Avellanosa
El Molí de l'Avellanosa és un molí del municipi de la Nou de Berguedà (Berguedà) que forma part de l'Inventari del Patrimoni Arquitectònic de Catalunya.

## Descripció
Les restes arquitectòniques de l'antic molí gòtic de l'Avellanosa són formades per les restes d'una bassa allargada que agafa l'aigua del torrent de la Nou i una curta canalització, capçada per una paret atalussada, que acaba amb un conducte inclinat que dirigia l'aigua al rodet. La canalització està feta amb carreus ben tallats i regulars de grans dimensions sòlidament units amb morter.

## Història
L'any 1342 el monestir de Santa Maria de Ripoll cedia a Bernat del Puig un molí al terme de la Nou que s'ha identificat amb les restes del molí de l'Avellanosa, molí que és documentat amb aquest nom l'any 1572. Fou un dels molts molins que el monestir de Ripoll tenia al terme de la Nou, on hi tenia propietats des del segle xi.